# Premio Nazionale di Letteratura per la Narrativa di Spagna
Il Premio Nazionale di Letteratura per la Narrativa di Spagna (Premio Nacional de Literatura en la modalidad de Narrativa) è un riconoscimento assegnato ad un'opera di narrativa scritta da un autore spagnolo l'anno precedente all'assegnazione in qualsiasi lingua della Spagna.
Assegnato dal Ministero della cultura e dello sport, riconosce al vincitore un premio di 2000 euro.
Nel 2012 lo scrittore Javier Marías ha rifiutato il riconoscimento per "non essere etichettato come autore favorito da un determinato governo a prescindere dal partito".

## Albo d'oro
- 1924 – Huberto Pérez de la Ossa (1897–1983), per La Santa Duquesa
- 1925 – Non assegnato
- 1926 – Wenceslao Fernández Flórez (1885–1964), per Las siete columnas
- 1927 – Concha Espina (1869–1955), per Altar mayor
- 1928 – Non assegnato
- 1929 – Non assegnato
- 1930 – Non assegnato
- 1931 – Mauricio Bacarisse (1895–1931), per Los terribles amores de Agliberto y Celedonia
- 1932 – Alejandro Casona (1903–1965), per Flor de leyendas
- 1933 – Non assegnato
- 1934 – Non assegnato
- 1935 – Ramón J. Sender (1901–1982), per Míster Witt en el cantón
- 1936 – Ricardo Baroja (1917–1988), per La nao Capitana
- 1937 – Non assegnato
- 1938 – Non assegnato
- 1939 – Non assegnato
- 1940 – Non assegnato
- 1941 – Non assegnato
- 1942 – Non assegnato
- 1943 – Rafael García Serrano (1917–1988), per La fiel Infantería
- 1944 – Non assegnato
- 1945 – Non assegnato
- 1946 – Non assegnato
- 1947 – Vicente Escrivá (1913–1999), per Jornadas de Miguel de Cervantes
- 1948 – Juan Antonio Zunzunegui (1900–1982), per La úlcera
- 1949 – Non assegnato
- 1950 – Concha Espina (1869–1955), per Valle en el mar
- 1952 – José María Sánchez Silva (1911–2002), per Marcellino pane e vino (Marcelino pan y vino)
- 1953 – José María Gironella (1917–2003), per Los cipreses creen en Dios
- 1954 – Tomás Salvador (1921–1984), per Cuerda de presos
- 1955 – José Luis Castillo-Puche (1919–2004), per Con la muerte al hombro
- 1956 – Miguel Delibes (1920–2010), per Diario de un cazador
- 1957 – Carmen Laforet (1921–2004), per La mujer nueva
- 1958 – Alejandro Núñez Alonso (1905–1982), per El lazo de púrpura
- 1959 – Ana María Matute (1925–2014), per Los hijos muertos
- 1960 – Daniel Sueiro (1936–1986), per Los conspiradores
- 1961 – Manuel Halcón (1900–1989), per Monólogos de una mujer fría
- 1962 – Torcuato Luca de Tena (1923–1999), per Embajador en el infierno
- 1963 – Emilio Romero Gómez (1917–2003), per Cartas a un príncipe
- 1964 – Salvador García de Pruneda (1912–1996), per La encrucijada de Carabanchel
- 1965 – Ignacio Agustí (1913–1974), per 19 de julio
- 1968 – Carlos Rojas (1928-2020), per Auto de fe
- 1975 – Aquilino Duque (1931), per El mono azul
- 1977 – José Luis Acquaroni (1919–1983), per Copa de sombra
- 1978 – Carmen Martín Gaite (1925–2000), per El cuarto de atrás
- 1979 – Jesús Fernández Santos (1926–1988), per Extramuros
- 1980 – Alonso Zamora Vicente (1916–2006), per Mesa, sobremesa
- 1981 – Gonzalo Torrente Ballester (1910–1999), per La isla de los jacintos cortados
- 1982 – José Luis Castillo-Puche (1919–2004), per Conocerás el poso de la nada (2º)
- 1983 – Francisco Ayala (1906–2009), per Recuerdos y olvidos: 1. El exilio
- 1984 – Camilo José Cela (1916–2002), per Mazurca para dos muertos
- 1985 – Non assegnato
- 1986 – Alfredo Conde (1945), per Xa vai o griffón no vento
- 1987 – Luis Mateo Díez (1942), per La fuente de la edad
- 1988 – Antonio Muñoz Molina (1956), per El invierno en Lisboa
- 1989 – Bernardo Atxaga (1951), per Obabakoak
- 1990 – Luis Landero (1948), per Juegos de la edad tardía
- 1991 – Manuel Vázquez Montalbán (1939–2003), per Galíndez
- 1992 – Antonio Muñoz Molina (1956), per El jinete polaco
- 1993 – Luis Goytisolo (1935), per Estatua con palomas
- 1994 – Gustavo Martín Garzo (1948), per El lenguaje de las fuentes
- 1995 – Carme Riera (1948), per Dins el darrer blau
- 1996 – Manuel Rivas (1957), per Que me queres, amor?
- 1997 – Álvaro Pombo (1939), for Donde las mujeres
- 1998 – Alfredo Bryce Echenique (1939), per Reo de nocturnidad
- 1999 – Miguel Delibes (1920–2010), per El hereje
- 2000 – Luis Mateo Díez (1942), per La ruina del cielo
- 2001 – Juan Marsé (1933), per Rabos de lagartija
- 2002 – Unai Elorriaga López de Letona (1973), per SPrako tranbia
- 2003 – Suso de Toro (1956), per Trece badaladas
- 2004 – Juan Manuel de Prada (1970), per La vida invisible
- 2005 – Alberto Méndez (1941–2004), per Los girasoles ciegos
- 2006 – Ramiro Pinilla (1923–2014), per Las cenizas del hierro
- 2007 – Vicente Molina Foix (1946), per El abrecartas
- 2008 – Juan José Millás (1946), per El mundo
- 2009 – Kirmen Uribe (1970), per Bilbao-New York-Bilbao
- 2010 – Javier Cercas (1962), per Anatomía de un instante
- 2011 – Marcos Giralt Torrente (1968), per Tiempo de vida
- 2012 – Javier Marías (1951), per Los enamoramientos (rifiutato)
- 2013 – José María Merino (1942), per El río del Edén
- 2014 – Rafael Chirbes (1949–2015), per En la orilla
- 2015 – Ignacio Martínez de Pisón (1960), per La buena reputación
- 2016 - Cristina Fernández Cubas (1945), per La habitación de Nona
- 2017 - Fernando Aramburu (1959), per Patria[5]
- 2018 - Almudena Grandes (1960–2021) per Los pacientes del Doctor García[6]
- 2019 - Cristina Morales (1985), per Lettura facile (Lectura fácil)[7]
- 2020 - Juan Bonilla (1966), per Totalidad sexual del cosmos[8]
- 2021 - Xesús Fraga (1971), per Virtudes (e misterios)[9]
- 2022 - Marilar Aleixandre (1947), per As malas mulleres[10]
- 2023 - Pilar Adón (1971), per De bestias y aves[11]
- 2024 - Raúl Quinto (1978), per Martinete del rey sombra[12]